# Protisti
Protisti (znanstveno ime Protista) so heterogena skupina organizmov, v katero uvrščamo tiste evkarionte, ki niso živali, rastline ali glive. Skupino je opisal nemški biolog Ernst Haeckel kot kraljestvo Protista (kasneje se je pojavilo tudi ime Protoctista), pred tem so razlikovali samo kraljestvi rastlin in živali. Danes vemo, da so protisti parafiletska in ne naravna (monofiletska) skupina, kar pomeni, da nimajo kar dosti skupnega razen razmeroma preproste zgradbe (enocelična ali večcelična brez visoko specializiranih tkiv). Nekateri jih imenujejo »ostanki« drugih evkariontskih kraljestev, saj za protiste označujemo organizme, ki jih ni mogoče uvrstiti kam drugam.
Skupino so tradicionalno delili dalje v živalim podobne enoceličarje (Protozoa oz. praživali), rastlinam podobne enoceličarje (Protophyta) in glivam podobne enoceličarje (Oomycetes oz. oomicete ter Mycetozoa oz. trosovci), vendar so se te skupine prekrivale in jih danes nadomešča ustreznejša filogenetska klasifikacija. Tudi protistov ne obravnavamo več kot enotno kraljestvo, je pa skupina še vedno uporabna kot oznaka za telesno zgradbo in ekologijo predstavnikov.